# Schmieden (sächsisches Adelsgeschlecht)

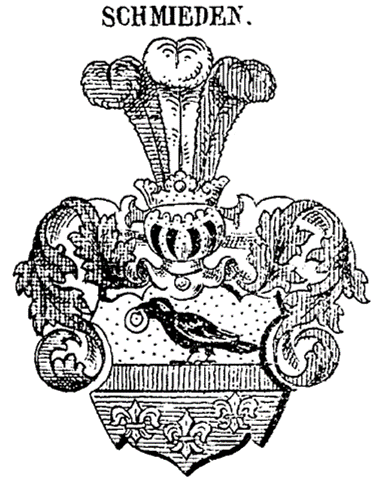
Wappen derer von Schmieden in Siebmachers Wappenbuch

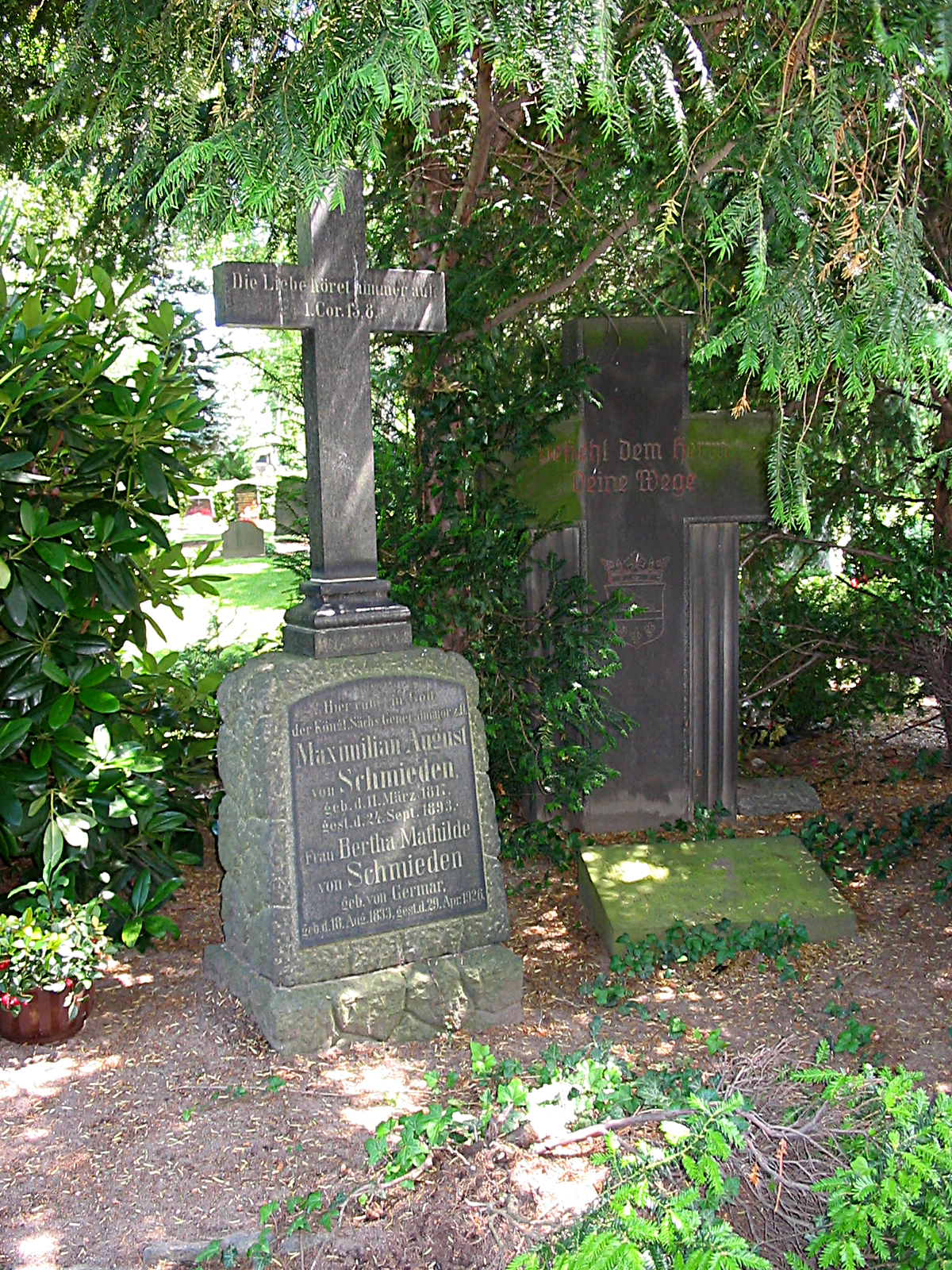
Grabstätte der Familie von Schmieden

Schmieden ist der Name eines sächsischen Adelsgeschlechts.
Die Familie ist zu unterscheiden von dem preußischen Adelsgeschlecht Schmieden.

## Geschichte
Die Familie war ursprünglich österreichisch und kam über Russland nach Sachsen. Kneschke gibt abweichend an, dass die Familie aus der Schweiz stamme, nach Preußen und Böhmen kam und dann nach Kursachsen. Mehrere Familienmitglieder dienten in der kursächsischen und der königlich-sächsischen Armee. Hans Adam von Schmieden aus dem Haus Cunnersdorf stieg zum kursächsischen Oberst und Kommandeur des Regiments Prinz Clemens auf. Sein Sohn, Heinrich Ludwig Friedrich von Schmieden (* 1732), war kursächsischer Oberstleutnant im Infanterieregiment Graf Anhalt. Die Nachkommen standen meist in sächsischen Militärdiensten und Mitte des 19. Jahrhunderts kommandierte der königlich-sächsische Major Maximilian August von Schmieden das 13. Infanterie-Bataillon. 1858 lebte in Berlin ein königlich-preußischer Hauptmann a. D. und Polizei-Leutnant von Schmieden.
Am 6. März 1925 erfolgte für den königlich-sächsischen Generalleutnant a. D. August von Schmieden die Eintragung in das sächsische Adelsbuch unter Nr. 573.

## Persönlichkeiten
- August von Schmieden (1860–1939), sächsischer Generalleutnant
- Maximilian August von Schmieden (1817–1893), sächsischer Generalmajor
- Werner von Schmieden (1892–1979), deutscher Diplomat

## Wappen
Blasonierung: Von Gold und Blau durch einen roten Balken geteilt. Oben ein natürlicher Rabe mit einem goldenen Ring im Schnabel, unten drei (2:1) silberne Lilien. Auf dem gekrönten Helm mit rechts blau-silbernen, links rot-silbernen Decken drei (blau, silbern, rot) Straußenfedern.